# Дахук (област)
Вижте Дахук (град) за информация относно едноименния град в Ирак.
Дахук или Дохук е една от 18-те административни области в Ирак. Намира се в най-северната част на страната и е част от Кюрдския автономен регион. Административен център на областта е едноименният град Дахук. По оценка за юли 2018 г. населението е 1 292 535 жители.